# Новий Турай
Новий Тура́й (рос. Новый Турай) — хутір у складі Тюльганського району Оренбурзької області, Росія.

## Населення
Населення — 34 особи (2010; 39 у 2002).
Національний склад (станом на 2002 рік):
- росіяни — 46 %
- казахи — 38 %